# Unterseeboot 650
L'Unterseeboot 650 ou U-650 est un sous-marin allemand (U-Boot) de type VIIC utilisé par la Kriegsmarine pendant la Seconde Guerre mondiale.
Le sous-marin est commandé le 10 avril 1941 à Hambourg (Blohm & Voss), sa quille est posée le 9 janvier 1942, il est lancé le 1er octobre 1942 et mis en service le 26 novembre 1942, sous le commandement de l'Oberleutnant zur See Ernst von Witzendorff.
L'U-650 n'endommage ni ne coule aucun navire au cours des sept patrouilles (231 jours en mer) qu'il effectue.
Il coule en Manche en janvier 1945.

## Conception
Unterseeboot type VII, l'U-650 avait un déplacement de 769 tonnes en surface et 871 tonnes en plongée. Il avait une longueur totale de 67,10 m, un maître-bau de 6,20 m, une hauteur de 9,60 m et un tirant d'eau de 4,74 m. Le sous-marin était propulsé par deux hélices de 1,23 m, deux moteurs diesel Germaniawerft M6V 40/46 de 6 cylindres en ligne de 1 400 cv à 470 tr/min, produisant un total de 2 060 à 2 350 kW en surface et de deux moteurs électriques BBC GG UB 720/8 de 375 cv à 295 tr/min, produisant un total 550 kW, en plongée. Le sous-marin avait une vitesse en surface de 17,7 nœuds (32,8 km/h) et une vitesse de 7,6 nœuds (14,1 km/h) en plongée. Immergé, il avait un rayon d'action de 80 milles marins (150 km) à 4 nœuds (7,4 km/h; 4,6 milles par heure) et pouvait atteindre une profondeur de 230 m. En surface son rayon d'action était de 8 500 milles nautiques (soit 15 700 km) à 10 nœuds (19 km/h). 
L'U-650 était équipé de cinq tubes lance-torpilles de 53,3 cm (quatre montés à l'avant et un à l'arrière) qui contenait quatorze torpilles. Il était équipé d'un canon de 8,8 cm SK C/35 (220 coups) et d'un canon antiaérien de 20 mm Flak. Il pouvait transporter 26 mines TMA ou 39 mines TMB. Son équipage comprenait 4 officiers et 40 à 56 sous-mariniers.

## Historique
Il accomplit son temps d'entraînement dans la 5. Unterseebootsflottille jusqu'au 30 avril 1943,  intégrant son unité de combat dans la 7. Unterseebootsflottille puis dans la 11. Unterseebootsflottille à partir du 1er octobre 1944.
Le 28 avril 1943, l'U-650 repère le convoi ONS-5 au sud-ouest de l'Islande. Il est pourchassé par un Catalina du VP-84, auquel il échappe. L'U-Boot rejoint l'U-378 et l'U-386. Ils font mouvement cap au nord-ouest pour intercepter l'ONS-5, la mauvaise météo conjuguée à des erreurs de navigation leur fait manquer le convoi. Durant la nuit du 28 au 29 avril, l'U-650 est attaqué avec des charges de profondeur après avoir raté la corvette HMS Snowflake (K211) (fi) avec une torpille. Lorsque la poursuite prend fin le 1er mai 1943 près du Cap Farvel, les bateaux du groupe Star reçoivent l'ordre de rejoindre le groupe Specht et le groupe Amsel qui opèrent contre le convoi SC-128. Dans la matinée du 6 mai, le convoi est aperçu ; la dégradation des conditions météorologiques conduit à annuler l'opération. Dans les deux attaques contre le convoi ONS-5, onze bâtiments alliés sont envoyés par le fond. L'U-650 n'y a pas contribué.
Aux alentours du 18 mai 1943, l'U-650 est ravitaillé par l'U-459 au sud-est du Groenland.
Il rejoint le groupe Mosel à 400 milles nautiques au sud du Cap Farvel, pour attaquer le convoi HX-239. Ce dernier file au sud de la ligne de patrouille. Les bateaux du groupe font mouvement vers le sud-est pour l'intercepter, sans succès. Le 23 mai, les recherches cessent. À partir du 24 mai 1943, Dönitz arrête temporairement les opérations contre les convois dans le Nord de l'Atlantique.
L'U-650 comme d'autres U-Boote du groupe Mosel et du groupe Donau, avec de faibles réserves de carburant, est déployé sur une large zone pour feindre que la présence d'U-Boote est fortement maintenue le long des routes des convois. Au retour, l'U-650 est rejoint par l'U-119 et par l'U-449, au nord-ouest du Cap Finisterre pour la croisière périlleuse à travers le golfe de Gascogne. Dans l'après-midi soir du 23 soit du 26 juin 1943, les trois bateaux sont repérés par un Liberator K/86 du Sqn 86. L'appareil les attaque et lâche des charges de profondeur. Deux des trois U-Boote plongent ; seul l'U-650 est endommagé. Plus tard le même jour, le Liberator repère de nouveau les trois U-Boote et les attaque une nouvelle fois en larguant des charges de profondeur. L'avion est mitraillé par l'U-119 et par l'U-449. L'U-650 qui est endommagé, plonge dès qu'il aperçoit l'appareil. Un 2e avion arrive dans les premières heures du 24 juin, appelé par le Liberator. Localisés, l'U-119 et l'U-449 sont envoyés par le fond. L'U-Boot 650 rentre pour sa part à Saint-Nazaire, escorté par des appareils de la Luftwaffe.
Les dommages infligés à l'U-650 s'avèrent si lourds qu'il se trouve hors-service pendant six mois. Il est envisagé de le transformer en U-Flak, mais cela ne sera jamais fait.
L'U-650 rejoint le groupe Rügen à l'ouest des îles britanniques ; les bateaux se positionnent séparément dans une grande zone. Le 26 janvier 1944, un convoi KMS est signalé dans l'ouest de la Manche. Le lendemain, les huit U-Boote du groupe Rügen les plus au sud, dont l'U-650, forment une ligne de patrouille Hinein, à l'ouest de l'Irlande pour intercepter le convoi qui navigue en direction du sud.
Le 29 janvier au matin, l'opération est annulée quand un débarquement à l'ouest de la France est signalé par un avion[réf. nécessaire]. Tous les bateaux allemands dans l'Atlantique Nord, incluant le groupe Hinein, reçoivent l'ordre de se diriger à grande vitesse vers le Golfe de Gascogne. Cette supposée "flotte d'invasion" est correctement identifiée comme un groupe de chalutiers espagnols ; les bateaux reçoivent l'ordre de retourner à leurs secteurs opérationnels. L'U-650 participe à la recherche de convoi ; l'opération étant annulée, les U-Boote restent en plongée pour éviter la couverture aérienne. Il rentre ensuite à la base, sans aucun succès.
L'U-650 est l'un des dix-neuf U-Boote dépourvus de Schnorchel qui reçoivent l'ordre de former une ligne à la profondeur de deux cents mètres de Brest à Bordeaux pour réserver des U-Boote hors des ports, en prévision de leurs invasions par les forces alliées. Les U-Boote reviennent à la profondeur de cent mètres, où se posent sur le fond pendant de longues périodes. La nuit ces U-Boote sont harcelés continuellement par des attaques aériennes. Le 12 juin 1944, lorsque l'invasion des ports ne semble plus être d'actualité, les U-Boote retournent à leurs bases et sont placés en alerte permanente à préavis de six heures.
Sa cinquième patrouille, du 22 août au 22 septembre 1944, au départ de Lorient le conduit au large des côtes norvégiennes. En transit, l'U-650 attaque sans succès une corvette dans la soirée du 15 septembre à l'ouest des Féroé, entendant les détonations de fin de courses des torpilles.
L'U-650 coule le 7 janvier 1945 dans la Manche, au sud de Penzance, par des charges de profondeur d'un navire allié non identifié.
Les quarante-sept sous-mariniers membres d'équipage meurent dans cette attaque.
En 1976, une épave d'U-Boot est découverte par la société de sauvetage Risdon Beazley à la position 49° 51′ N, 5° 30′ O. En 1997, un plongeur a confirmé qu'il s'agit bien de l'U-650. Le 17 juillet 2008, la société Odyssey Marine Exploration a sondé l'épave, située à une profondeur de 97 mètres.

## Affectations
- 5. Unterseebootsflottille du 26 novembre 1942 au 30 avril 1943 (Période de formation).
- 7. Unterseebootsflottille du 1er mai 1943 au 30 septembre 1944 (Unité combattante).
- 11. Unterseebootsflottille du 1er octobre 1944 au 7 janvier 1945 (Unité combattante).

## Commandement
- Oberleutnant zur See Ernst von Witzendorff du 26 novembre 1942 au 13 juillet 1943.
- Kapitänleutnant Otto Tinschert du 14 juillet 1943 au 26 novembre 1943.
- Oberleutnant zur See Ernst von Witzendorff du 27 novembre 1943 au 30 juin 1944.
- Oberleutnant zur See Ernst-August Gerke du 30 juin 1944 au 20 juillet 1944.
- Oberleutnant zur See Rudolf Zorn du 20 juillet 1944 au 7 janvier 1945.

## Patrouilles
|       | Commandant                  | Départ           | Départ      | Arrivée           | Arrivée     | Jours     | Succès |
| ----- | --------------------------- | ---------------- | ----------- | ----------------- | ----------- | --------- | ------ |
|       | Oblt. Ernst von Witzendorff | 10 avril 1943    | Kiel        | 13 avril 1943     | Bergen      | 4 jours   |        |
| 1     | Oblt. Ernst von Witzendorff | 18 avril 1943    | Bergen      | 28 juin 1943      | St. Nazaire | 72 jours  |        |
| 2     | Oblt. Ernst von Witzendorff | 25 décembre 1943 | St. Nazaire | 27 décembre 1943  | St. Nazaire | 3 jours   |        |
| L     | Oblt. Ernst von Witzendorff | 29 décembre 1943 | St. Nazaire | 31 décembre 1943  | St. Nazaire | 3 jours   |        |
| L     | Oblt. Ernst von Witzendorff | 1er janvier 1944 | St. Nazaire | 2 mars 1944       | St. Nazaire | 62 jours  |        |
| 3     | Oblt. Ernst von Witzendorff | 6 juin 1944      | St. Nazaire | 16 juin 1944      | La Pallice  | 11 jours  |        |
| 4     | Oblt. Rudolf Zorn           | 12 août 1944     | La Pallice  | 17 août 1944      | Lorient     | 6 jours   |        |
| 5     | Oblt. Rudolf Zorn           | 22 août 1944     | Lorient     | 22 septembre 1944 | Bergen      | 32 jours  |        |
| 6     | Oblt. Rudolf Zorn           | 26 novembre 1944 | Bergen      | 3 décembre 1944   | Bergen      | 8 jours   |        |
| 7     | Oblt. Rudolf Zorn           | 9 décembre 1944  | Bergen      | 7 janvier 1945    | Coulé       | 30 jours  |        |
| Total | Total                       | Total            | Total       | Total             | Total       | 231 jours | 0 t    |

Notes : Oblt. = Oberleutnant zur See

### Opérations Wolfpack
L'U-650 opéra avec les Wolfpacks (meute de loups) durant sa carrière opérationnelle.
- Star (27 avril - 4 mai 1943)
- Fink (4-6 mai 1943)
- Elbe (7-10 mai 1943)
- Elbe 1 (10-14 mai 1943)
- Mosel (19-24 mai 1943)
- Rügen (14-26 janvier 1944)
- Hinein (26 janvier - 3 février 1944)
- Igel 2 (3-17 février 1944)
- Hai 2 (17-22 février 1944)